# Engenho Velho
Engenho Velho – miasto i gmina w Brazylii, w stanie Rio Grande do Sul. Znajduje się w mezoregionie Noroeste Rio-Grandense i mikroregionie Frederico Westphalen.